# Super Smash Bros. (sèrie de videojocs)
Super Smash Bros. (大乱 闘 ス マ ッ シ ュ ブ ラ ザ ー ズ Dairantou Sumasshu Burazāzu), "Gran Batalla estrepitosa entre Germans") és una saga de videojocs de lluita distribuïda per Nintendo, la qual presenta personatges de franquícies establertes en la companyia i ha venut en total més de 23 milions d'unitats.

La bola del logotip.

La saga va tenir un reeixit començament en 1999 amb Super Smash Bros. per la Nintendo 64. Va arribar a aconseguir fins i tot un major èxit amb Super Smash Bros. Melee, llançat el 2001 per la Nintendo GameCube, aconseguint ser el joc més venut d'aquest sistema. El tercer joc, Super Smash Bros. Brawl va ser llançat el 31 de gener de 2008 al Japó i el 9 de març del mateix any a Amèrica. A la E3 2008 va ser anunciat durant la conferència. El 2014 va sortir un quarta entrega per a Wii U i Nintendo 3DS (en l'últim cas el primer cop en una videoconsola portàtil).
La saga presenta personatges de les franquícies més populars de Nintendo, com Mario, Fox, Link, Kirby, Samus Aran o Pikachu. El joc original per a Nintendo 64, Super Smash Bros., tenia 12 personatges; el nombre va augmentar a 26 a Melee, a 35 en Brawl, i fins a una cinquantena en l'última entrega. Alguns personatges són capaços de transformar-se en diferents formes que tenen diferents estils de joc i jocs de moviments cadascuna. La saga també presenta personatges no jugables de jocs de Nintendo, com Ridley (Metroid) o Floro Piraña. En Brawl, dos personatges third-party es van unir a la saga, Solid Snake i Sonic the Hedgehog. Altres 2 personatge de tercers, Mega Man i Pac-Man, apareixen en el quart joc també.
La saga ha estat un èxit de crítica i vendes, amb elogis que se centren sobretot en la seva manera multijugador, tot i que les seves maneres d'un jugador no van aconseguir la mateixa crítica. Els quatre títols han estat àmpliament aclamats pels crítics i aficionats per igual.

## Història

### Super Smash Bros.
Super Smash Bros., conegut al Japó com a Nintendo All Star! Dairantō Smash Brothers (ニンテンドウオールスター！大乱闘スマッシュブラザーズ, Nintendō Ōru Sutā! Dairantō Sumasshu Burazāzu, lit. "Nintendo All-Star! Great Melee Smash Brothers"), és un videojoc de lluita desenvolupat per HAL Laboratory i publicat per Nintendo per a la consola Nintendo 64. Fou llançat al Japó el 21 de gener de 1999 a Amèrica del Nord el 26 d'abril de 1999, i a Europa el 19 de novembre de 1990. Super Smash Bros. és el primer joc dins de la sèrie Super Smash Bros., i el segueixen dins d'aquesta sèrie Super Smash Bros. Melee, llançat per la Nintendo GameCube el 2001, Super Smash Bros. Brawl, llançat per la Wii el 2008 i la quarta entrega llançada per a Wii U i Nintendo 3DS el 2014. Super Smash Bros. fou llançat per la Virtual Console de la Wii al Japó el 2009, a Europa el 12 de juny de 2009 i a Amèrica del Nord el 21 de desembre de 2009.
El joc és essencialment un crossover entre diverses franquícies de Nintendo, com Mario, The Legend of Zelda i Kirby. Super Smash Bros. va rebre majoritàriament crítiques positives per part dels mitjans. Tingué molt èxit comercialment, venent més de 4,9 milions de còpies, amb 2.93 milions de còpies venudes als Estats Units, i 1.97 milions de còpies al Japó.
Super Smash Bros. fou desenvolupat per HAL Laboratory, un segon desenvolupador de Nintendo durant el 1998. Masahiro Sakurai estava interessant a fer un joc de lluita per a quatre jugadors. Com que no tenia idees, els seus primers dissenys eren personatges simples. Va fer una presentació a Satoru Iwata, qui el va ajudar a continuar, i ja que Sakurai sabia que molts dels jocs de lluita no venien bé, va buscar maneres de fer-lo original. La seva primera idea fou d'incloure personatges famosos de Nintendo i fer-los lluitar. Sabent que no tindria el permís necessari, Sakurai va fer un prototip del joc sense permís dels desenvolupadors i no els va informar fins que no va estar segur del fet que el joc estava ben equilibrat. Pel prototip va utilitzar Mario, Donkey Kong, Samus i Fox. Més tard, la idea es va aprovar. El joc tenia poc pressupost i poca promoció, i es va pensar de llançar-lo només al Japó, però a causa del seu gran èxit es va poder llançar a tot el món. Segons Destructoid, la jugabilitat de Super Smash Bros. estava inspirada en The Outfoxies, un joc d'arcade de Namco.

### Super Smash Bros. Melee

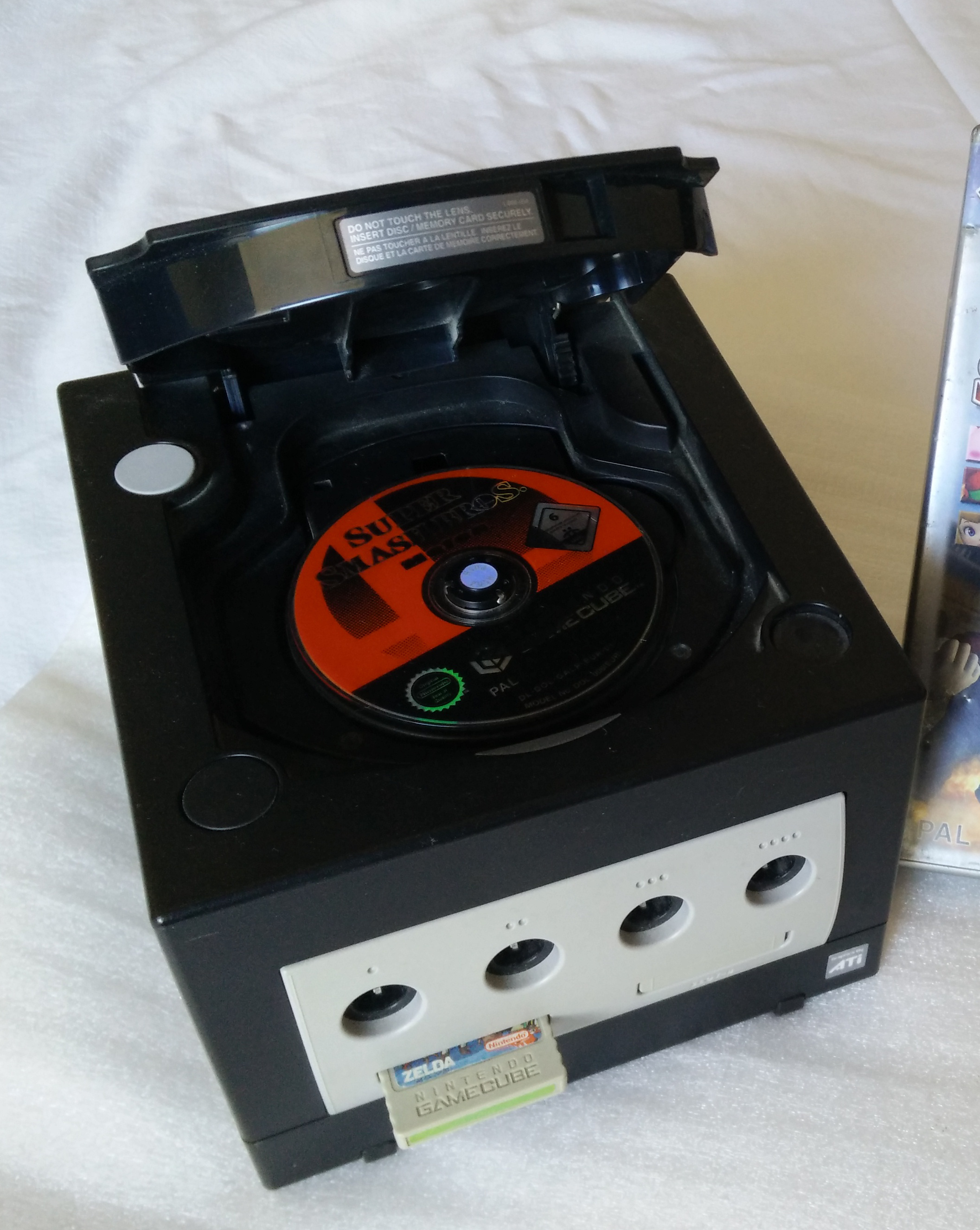
La caràtula europea del joc amb una consola i el seu CD.

Super Smash Bros. Melee és un videojoc de lluita desenvolupat per HAL Laboratory en el 2001 per a la videoconsola GameCube, sent un dels primers jocs a sortir a la venda per a aquesta consola. És la seqüela del joc Super Smash Bros. de Nintendo 64, i el predecessor de Super Smash Bros. Brawl de Wii. També és conegut per les seves sigles SSBM, o de manera més informal com "Smash" o "Melee".
Igual que en el seu predecessor, el joc no compta amb una història definida sinó que se centra en una batalla entre els personatges de les grans sagues de Nintendo (com per exemple Mario, Link, Fox McCloud, Donkey Kong, Kirby, Pikachu entre altres).

### Super Smash Bros. Brawl

Logotip del joc.

Super Smash Bros. Brawl és un videojoc de lluita per la consola Wii de Nintendo. Al Japó, el joc és conegut amb el nom de "Dairantō Smash Brothers X" (literalment, "Gran Batalla Smash Brothers X"). És la tercera entrega de la saga "Super Smash Bros". Aquest és el primer joc de la saga que presenta personatges de franquícies externes a Nintendo, amb la incorporació de Solid Snake de la saga Metal Gear de Konami i Sonic the Hedgehog de la saga Sonic the Hedgehog de Sega.
Super Smash Bros. Brawl, així com els seus predecessors, es distingeix dels altres videojocs de lluita en l'objectiu de cada participant, ja que no es guanyen punts estabornint els contrincants sinó enviant-los fora de la zona de combat. Brawl inclou un mode d'un jugador més profund que el dels seus predecessors, anomenat The Subspace Emissary, que consisteix en una història on intervenen tots els personatges del joc. Super Smash Bros. Brawl permet dur a terme lluites de fins a quatre persones dins el mode multijugador i és el primer de la saga que permet jugar en línia mitjançant la Connexió Wi-Fi de Nintendo.

### Super Smash Bros.(3DS/Wii U)
Super Smash Bros. for Nintendo 3DS i Super Smash Bros. for Wii U (lit. en català "Els germans de la súper esmaixada/Els súper-germans de l'esmaixada per a Nintendo 3DS / Wii U"), al Japó Gran batalla dels germans de l'esmaixada per a Nintendo 3DS / Wii U (大乱闘スマッシュブラザーズ for Nintendo 3DS / Wii U, Dairantō Sumasshu Burazāzu fō Nintendō Surī Dī Esu / Wī Yū), oficialment anomenat Super Smash Bros., són els dos noms de la quarta entrega de la sèrie Super Smash Bros., del gènere de lluita, per a la Nintendo 3DS i per a la Wii U. Va ser estrenat a finals de 2014.
Ha estat desenvolupat per Sora Limited i Bandai Namco Games i es publicarà per Nintendo. Va estar anunciada oficialment per Nintendo a l'Electronic Entertainment Expo 2011. El videojoc conté personatges de sèries de Nintendo, HAL Laboratory, Pokémon (Creatures Inc. i Game Freak)), Ape, Inc., Shigesato Itoi, Intelligent Systems, Sega, Capcom, Bandai Namco Games i Monolith Soft.

### Super Smash Bros. Ultimate
La companyia japonesa Bandai Namco Games ha publicat un anunci molt polèmic a un lloc web que s'especialitza en les ofertes d'ocupació, e-Career FA, oferint algunes vacants per al joc "Smash Bros 6", que s'estrenaria el 2015 per Wii U i 3DS. L'autor de l'anunci va ser Tatsuya Matsumura, que també està reclutant personal qualificat per treballar en altres desenvolupadors famosos com Square Enix, Capcom i Tecmo Koei. Segons Matsumura, l'equip del projecte "Smash Bros 6" ja compta amb 120 persones, però ha d'arribar a 200; per aquesta raó, Bandai Namco està contractant desenvolupadors per crear els personatges, els escenaris, la programació en 3D, els moviments, els modes, minijocs, interfície d'usuari i molt més. El consultor va afegir-hi aquesta nota:
| « | Els social games són actualment un gran èxit, però l'estat actual de les oportunitats de treball per a la creació de jocs al detall és excessivament baixa. En aquest sentit, aquesta serà probablement l'única oportunitat de ser part d'un projecte de desenvolupament per a la sèrie Smash Bros., que ha superat un total de 10 milions en vendes a tot el món. Bandai Namco creu que ara és el millor moment per reclutar programadors per a jocs al detall. | » |

L'anunci ja ha estat eliminat de la pàgina e-Career FA però el lloc japonès Game Jouhou ha aconseguit capturar una foto abans que passés.